# Andreas Jebro
Andreas Jebro (født 23. april 1984 i Køge) er en dansk skuespiller, der er uddannet fra skuespillerskolen ved Aarhus Teater i 2007. Fast ansat ved Aarhus teater 2007 - 2011. Fast ansat ved Aalborg teater 2011 - 2015. Har medvirket i mere end 50 forestillinger siden endt uddannelse. Fik sit folkelige TV gennembrud da han spillede modstandsmanden Claus Villumsen, i den populære TV serie Badehotellet, sæson 8 og sæson 9 På TV2. I Generationer spillede han lægen Uffe i 2. del.

## Årets Reumert
I 2014 vandt han Årets Reumert som “Årets Mandlige Birolle”, for sin rolle i komedien Den spanske flue på Aalborg Teater. I 2017 vandt han prisen som “Årets Mandlige Hovedrolle” for sin hovedrolle i Christian Lollikes genfortolkning af Erasmus Montanus på Aarhus Teater og Sort/Hvid.

## Privat
Siden tiden på skuespillerskolen har Andreas Jebro været kæreste med Amalie Dollerup. Parret blev gift den 5. august 2017 i Vor Frelsers Kirke i København.Deres søn blev født i juni 2019.